# Donga (tỉnh)

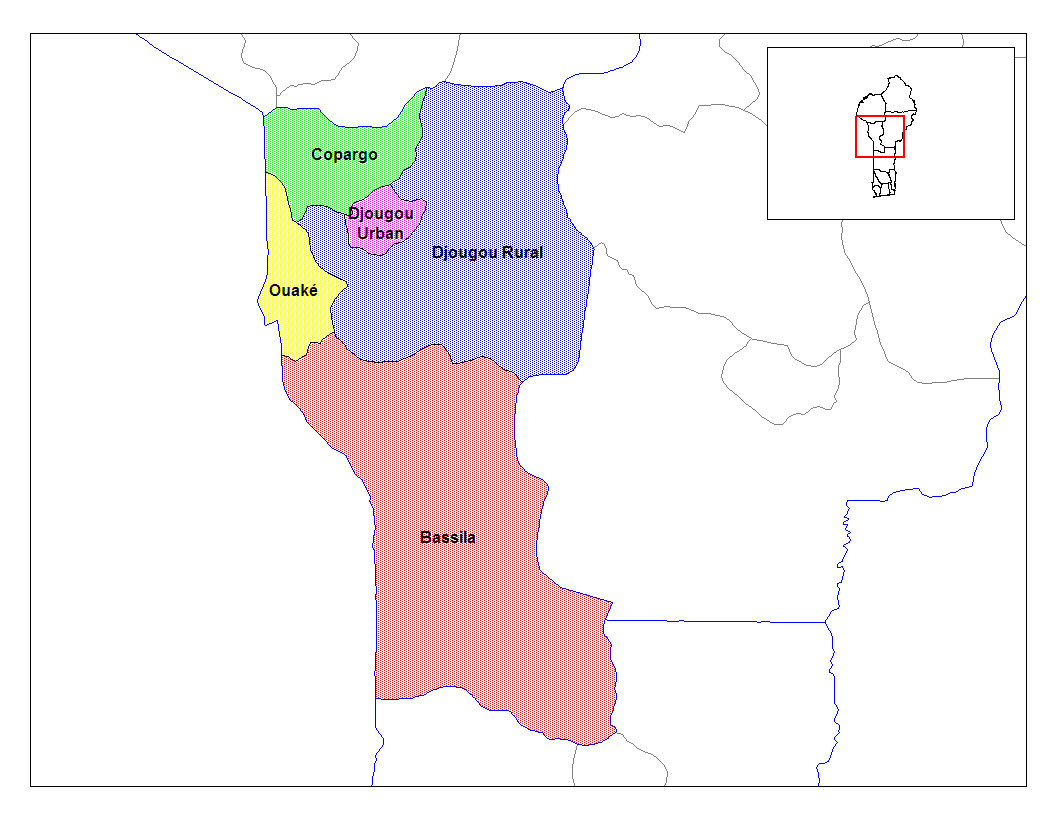
Các đô thị của Donga

Donga là một trong 12 tỉnh của Bénin, giáp biên giới với các vùng Kara và Centrale của Togo. Donga đã được lập năm 1999 khi chính phủ Benin tách 6 tỉnh cũ thành 12 tỉnh. Donga đã được tách ra từ tỉnh Atakora. Tỉnh lỵ của Donga là Djougou. Tổng diện tích là 10.691 km.² hay 4.128 mi.² Dân số tỉnh là 395.416 người (2006).
Donga được chia thành các đô thị (xã) Bassila, Copargo, Djougou Rural, Djougou Urban, và Ouaké.